# NGC 2320
NGC 2320 في الفهرس العام الجديد، هي مجرة، تقع في كوكبة الوشق. اكتشفت في 28 ديسمبر 1790 بواسطة ويليام هيرشل.

## روابط خارجية
- NGC 2320 على موقع ويكي سكاي: DSS2, SDSS, GALEX, IRAS, Hydrogen α, X-Ray, Astrophoto, Sky Map, Articles and images